# سالزيان الشرق الأوسط
الجمعية السالسية جمعية مسيحية ثقافية واجتماعية.

## نشأتها في الأراضي المقدسة
في 26 أيار/مايو 1886 كان المجلس الإداري للجمعية السالسية يعقد جلسة في تورينو برئاسة دون بوسكو، حينما بدأ القديس يتحدّث عن مشروع كان يصبو إليه منذ بعض الوقت وهو إرسال أبنائه إلى إفريقيا. وها هو الآن يتسلّم اقتراحًا لفتح مدرسة في القاهرة لأجل أولاد الجالية الإيطالية في مصر. وكان الاقتراح صادرًا من وزير الخارجية الإيطالية، يؤيّده القاصد الرسولي والنائب الرسولي في مصر.
شعر دون بوسكو بأن حُلمه كاد يتحقّق وخاطب أعضاء المجلس بهذه الكلمات: "لي رغبة في الموافقة وسأبعث إلى القاهرة بعض الرهبان حالما أستطيع. أما الآن فسأرسل إلى القاهرة واحدًا منا ليرى عن كثب ويقوم بالإجراءات اللازمة. سنحاول أن يكون الانطلاق قريبًا... أقول لكم صراحة بأن هذه الرسالة هي إحدى مشاريعي وحُلم من أحلامي. فلو كنتُ شابًّا لأخذتُ معي دون روا وقلتُ له: "تعال نذهب إلى رأس الرجاء الصالح أو إلى الخرطوم أو إلى البحر الأحمر... حيث نؤسّس بيتًا للمبتدئين، لأن الهواء هناك جيد".
كان يبدو أن الوقت قد حان لتسير الأمور على خير ما يرام وتتحقّق بسرعة، إلا أن إقالة الوزير من الحكومة أدّى إلى تعطيل المشروع.
لم تكن هذه المحاولة الأولى للانفتاح على الشرق الأوسط، فمنذ سنة 1875 كان قد توجّه إلى دون بوسكو أحد كهنة البطريركية اللاتينية في القدس، هو الأب أنطون بلوني، الإيطالي المولد، طالبًا منه أن يرسل أبناءه إلى الأرض المقدسة.
كان هذا الكاهن الغيّور قد أنشأ ميتمًا ومدرسة مهنية في بيت لحم وكان يخطّط لفتح مراكز مماثلة أخرى. ثم للعناية بهذه المشاريع، أسّس «جمعية العائلة المقدسة» المؤلّفة من كهنة وإخوة والخاضعة لولاية البطريرك اللاتيني الأورشليمي، غير أنها لم تزدهر كما تمنّاها الأب بلّوني.
لذلك بدأ يفكّر كيف يضمن مستقبل مؤسّساته. فعلم ما يقوم به دون بوسكو في إيطاليا ورأى فيه منفذًا ومؤازرًا. ولكن دون بوسكو رفض أول الأمر لقلّة عدد رهبانه وكثرة مشاريعه. ثم، عندما عاد إليه الأب بلّوني سنة 1887، وعده بقبول طلبه في المستقبل.
وبالواقع تم الاتفاق عام 1890، أي سنتان بعد وفاة دون بوسكو، فأبلغ الأب بلّوني المحسنين إليه بهذه الكلمات: «تعلمون أني، بعد تثبيت الكرسي الرسولي وغبطة بطريركنا الجزيل الشرف، تمكنتُ من استدعاء أولاد دون بوسكو الغيور لمؤازرتي وذلك لأضمن مشروعي من طوارئ المستقبل ومنحتُهم حق الخلافة في كل مشاريعي. وقد رضي الأب ميشيل روا، رئيس جمعية السالسيين العام، أن يبقى جميع المشتغلين من كهنة وإخوة وبنات مريم أم المعونة على الحالة الحاضرة الآن فيحفظ مشروعنا اسمه ونوع تدبيره ويقصد الآباء السالزيان مساعدتنا ومؤازرتنا لا غير. وبعد أن رفعنا صلوات حارة إلى الرب عزّ وتعالى وبعد التبصّر والتأمّل بالاشتراك مع أشهر إخوتي، عزمتُ على الاتحاد بجمعية السالسيين، لأني أرى العائلة الصغيرة (أي رهبنة العائلة المقدسة) مع جزيل رغبتها واهتمامها، قاصرة، دون معاونة، عن تدبير شؤون المشروع».
في 6 حزيران/يونيو 1891 ركب الأب بلّوني البحر من مرسيليا بصحبة ثلاثة سالسيين يقودهم الأب جوليو بربيريس ووصلوا إلى يافا في 15 حزيران/يونيو. ذاع الخبر في بيت لحم فقصد وجهاء البلدة وشيوخها لملاقاتهم، ثم قدم تلاميذ الميتم الثلاثمائة إلى دير مار الياس، بين القدس وبيت لحم، فانطلق الموكب من هناك إلى مدينة المهد في جوّ من الابتهاج ودويّ البارود وجولان الفرسان والخيالة، فتعجّب القادمون الجدد من تعابير الحفاوة هذه الموجّهة إلى الأب بلّوني، الملقّب بأبي اليتامى، وإليهم.
وبعد أيام قليلة، أثناء حفلة تكريمية، رحب أعضاء جمعية العائلة المقدسة السالسيين بخطاب حماسي جاء فيه: «تعالوا، تعالوا دون خشية، فإننا نعدُّ قدومكم إلينا سعادة حقيقية لنا. تعالوا فبيت لحم تندبكم إلينا... مواطنو يسوع يستصرخون قائلين: تعالوا لمناصرتنا وأرشدونا وكونوا لنا مجنّ الإيمان... هناك أورشليم... أورشليم التي حلّتها الهراطقة، أورشليم التي ذلّلها الصليبيون واستولى عليها المسكوب واليهود... تمدّ نحوكم يديها متضرّعة. هناك الناصرة تتوقّع عونكم...».
زاد في الأشهر القادمة عدد السالزيان ولكن الأب بلّوني بقي رئيسًا لمشاريعه لكي يتمّ اتحاد الرهبنتين بدون زعزعة واحتفظ بهذا المنصب حتى وفاته عام 1903.
ولا شك أن الجمعيتين كانت لهما غاية واحدة هي خدمة الأولاد المعوزين من خلال التعليم المهني والزراعي.
كانت التربية في مؤسّسات الأب بلّوني، ثم في المدارس السالزيانية في الأراضي المقدسة جيدة، بل جيدة جدًا، كما يشهد نجاح ألوف خريجيها. مع أن النهج الثقافي المتّبع فيها كان غالبًا مستوردًا، حافظت اللغة العربية على مكانتها، فأتقنها وبرز فيها بعض أعضاء الجمعيتين. ولكن، مع مرور السنين ومع تعرّض المؤسسات الكاثوليكية في الأمبراطورية العثمانية عمومًا وفي فلسطين خاصة إلى التقلّبات والخلافات السياسية بين فرنسا وإيطاليا، فقدت هذه اللغة أهمّيتها لصالح اللغات الأوروبية واستمرّت هذه الحال إلى أيام ما بعد الحرب العالمية الثانية.
يبقى أن اندماج الرهبنتين التدريجي لم يخلُ من الصعوبات الداخلية والخارجية، ولكن حكمة الأب بلّوني وصبره تغلّبا عليها فاستطاع السالزيان أن ينتشروا من بيت لحم إلى بيت جمال ودير كريمزان 1891، ثم إلى الناصرة والقدس 1904 ويافا 1907 وحيفا 1920 فأصبحت فلسطين نقطة انطلاقهم إلى سائر دول الشرق الأوسط.
ولقد قضت الأحداث الحروب على مدارس يافا والقدس وحيفا، في حين بقيت وتطوّرت مدرستا بيت لحم والناصرة وهما الآن من أشهر المؤسّسات التربوية والمهنية في الضفة الغربية والجليل للمواطنين العرب. وأصبح دير كريمزان معهدًا لاهوتيًّا دولياً لفترة من الزمن ثم إلى القدس في أيلول 2004 بإشراف الجامعة البابوية السالزيانية في روما.

## انتشارها في سائر بلدان الشرق الأوسط
* مصر: أينما كانت المؤسّسات السالسية تتوطّد في فلسطين، ازدادت الطلبات الملحّة لفتح مدرسة في الإسكندرية، وبالحقيقة كانت حصيلة المفاوضات التي أجراها الأب بلوني سنة 1895، شراء قطعة أرض واسعة من الدولة المصرية، في حي باب سدرا، في ضواحي المدينة.
وصل السالزيان في كانون الأول 1896 وفتحوا مدرسة مهنية استرعت تدريجيًّا الإعجاب لكثرة فروعها وتجهيزاتها الحديثة والتحصيل المهني العالي.
فانطلاقًا من الإسكندرية، امتدّ نشاط أبناء دون بوسكو، بعد الحرب العالمية الأولى، على طول قناة السويس، في ثلاث مدارس، في بور سعيد (1924-1963) والإسماعيلية (1925-1940) والسويس (1926-1940). ولم يأتِ دور العاصمة، القاهرة، إلا سنة 1926 بمشروع بدأ متواضعًا، ثم نما سريعًا، خاصة بعد فتح فرع مهني فيه عام 1931. تعرّض هذا المعهد ونظيره في الإسكندرية إلى تقلّبات كبرى عدة منذ نشأتهما، ولكن، بينما توارى كليًّا الحضور السالزياني في مدن قناة السويس، بقيت مدرستا القاهرة والإسكندرية لأنهما كانتا في طليعة المدارس المهنية في مصر.
كانت التطوّرات السياسية التي طرأت في الخمسينات والستينات وترحيل الأجانب من البلاد قد وضعت السالزيان أمام صعوبات مختلفة وتحدّيات جديدة تتطلّب شجاعة وجرأة. فقُبل التحدّي وأُعدّت الدورات المهنية السريعة لاستقبال الشبان اللذين لم يُسعفهم الحظّ على إتمام دروسهم. وفي الوقت عينه شرع المسؤولون السالزيان يفكّرون في إنشاء معهد فني ـ صناعي عالٍ لإعداد التقنيين اللذين كانت مصر بأمسّ الحاجة إليهم لتنشيط حركة التصنيع. ففي عام 1970 توصّلت السلطات المصرية والإيطالية إلى توقيع بروتوكول ينصّ على إنشاء هذا المعهد، الساري على منهج خمس سنوات، في القاهرة وإنشاء معهدين مهنيين ـ صناعيين مع منهج ثلاث سنوات في القاهرة والإسكندرية وذلك في مدرستي السالزيان وبإدارتهم. وتمنح تلك المعاهد شهادات رسمية تعترف بها سلطات البلدين.
وأخيرًا، تمشيًا مع متطلّبات الشبيبة المصرية، سعى أبناء دون بوسكو، منذ بضع سنوات، إلى الاستيطان في صعيد مصر، حيث بدؤوا بتنظيم دورات مهنية صيفية في مدينة طهطا، في محافظة سوهاج.
* تركيا: في مطلع هذا القرن كان الحضور السالزياني في الشرق الأوسط يشمل أربع مؤسّسات في الأراضي المقدسة ومؤسسة واحدة في مصر. لذلك، لما تبيّن أن فرص الانتشار في بعض البلدان الأخرى ملائمة، أنشأ الرئيس العام للرهبنة، الأب ميشيل روا، عام 1902، إقليمًا رهبانيًا خاصًّا بمنطقة الشرق الأدنى MOR، دعي باسم «يسوع الشاب».
وفي العام التالي، أي في 1903، جاء دور تركيا، حيث أنشئت مدرسة مهنية صغيرة في إسطنبول، تحوّلت بعد بضع سنوات إلى مدرسة ابتدائية ومتوسّطة. وبُنيت مدرسة أخرى تجارية في إزمير، لحقتها في المدينة ذاتها مدرسة ثانية أكاديمية سنة 1905. ثم، عام 1913، أُنشئت مدرسة أيضًا في أضاليا (أنطاكيا)، على ساحل البحر المتوسط.
لم يتخطّى معظم هذه المدارس العقبات الناتجة عن التغييرات السياسية والبشرية التي طرأت على تركيا بعد الحرب العالمية الأولى بانتهاء الدولة العثمانية وثورة أتاتورك. فأُقفِلت مدرسة في إزمير عام 1924 والأخرى في 1945، كما غادر السالزيان أضاليا في 1927.
بقيت مدرسة القسطنطينية، بعد أن تحوّل اسم المدينة إلى إسطنبول، وأصبحت مدرسة تركية خاصة معترفًا بها، تشمل جميع مراحل التعليم.
أما المدارس التي أُقفِلت في تركيا، كما حدث في مصر، فكانت مخصّصة غالبًا لأبناء الجاليات الإيطالية الفقيرة. ولذلك زالت مع زوال الحضور الإيطالي من تلك المناطق.
* العراق: لم تقبل بلاد ما بين النهرين السالزيان إلا لبضعة أشهر في الموصل عام 1909، أثناء محاولة لفتح مدرسة مهنية لم تبصر النور للتداخلات السياسية الفرنسية في إطار «حرب النفوذ» غير المعلنة بين فرنسا وإيطاليا في المشرق. ثم عاد السالزيان ليترددوا بالصيف لإقامت النشاطات الصيفية في علم 1999 في محاولة للعودة الدائمة، لكن حرب 2003 منعت ذلك.
* إيران: بخلاف ما جرى في العراق، استطاع أبناء دون بوسكو أن يقيموا في إيران وأن يترسّخوا وينموا حتى عام 1980، عندما قامت الثورة الإسلامية.
بدأ نشاطهم هناك سنة 1973 بفتح رعية لاتينية للأجانب عامة وللإيطاليين خاص، تلبية لدعوة الكرسي الرسولي ونظرًا لتزايد عددهم سنة بعد سنة. وللغاية عينها، خلف السالزيان الآباء الكرمليين في إدارة رعية عابدان عام 1954. وشمل العمل الرعوي فيها مناطق إيران الجنوبية، من شط العرب غربًا إلى ا لخليج جنوبًا وإلى حدود باكستان شرقًا، بالإضافة إلى رعاية بحارة السفن الراسية في الموانئ الإيرانية.
إلى جانب هذه النشاطات الرسولية نشأت في طهران عام 1944 مدرسة أكاديمية إيرانية تطورت وازدهرت حتى صارت من أشهر المؤسسات التربوية في البلاد وأكبر مدرسة سالزيانية في الشرق الأوسط. غير أن الثورة الإيرانية وضعت حدًّا لوجودها بتأميم منشآتها وطرد جميع الرهبان العاملين فيها.
ولا يبقى الآن في إيران سوى عدد ضئيل جدًّا من السالزيان يقومون برسالة رعوية محضة في رعيتين في طهران فقط، إذ أدّت حرب الخليج إلى تدمير الكنيسة والدير في عابدان.
* سوريا: تلبية لرغبة القيمين على مؤسسة «جورج سالم»، برئاسة متروبوليت حلب للروم الملكيين الكاثوليك، قصد السالزيان هذه المدينة عام 1948 ليتسلموا إدارة مدرسة مهنية ازدهرت في الخمسينات والستينات قبل تأميمها في 1967. ومنذ تلك السنة توسّعت النشاطات الرعوية من خلال مركز للشبيبة يضم مئات الأعضاء.
* لبنان: لم يفكّر أبناء دون بوسكو أول الأمر في التوجه إلى لبنان لكثرة المؤسسات المسيحية عامة والمدارس خاصة الموجودة على أرضه. ولكن، لما قرّر الآباء الدومنيكان الانسحاب من إدارة المدرسة الإيطالية للصبيان القائمة في رأس بيروت عام 1952، رأوا فرصة سانحة للاستفادة من مركزية بيروت بالنسبة إلى سائر بلدان الشرق الأوسط فقدموا إلى لبنان.
نمت هذه المدرسة سريعًا وانقسمت إلى أقسام ثلاثة: القسم الفرنسي اللبناني والقسم الإيطالي والقسم الإنكليزي الأمريكي الذي تميّز بتعدُّد جنسيات تلاميذه وتعدُّد الأديان والمذاهب التي ينتمون إليها.
كانت هذه المدرسة في أوج ازدهارها، حينما رفض صاحب الملك تمديد عقد الإيجار بعد سنة 1982 وأخفقت المحاولات الرامية إلى تعديل قراره. بل تأزّم الوضع مع اندلاع الحرب اللبنانية فانسحب السالزيان من بيروت عام 1977، بعد أن قدّموا للقضية اللبنانية شهيدًا، هو الأب ألدو باولوني وقد سقط أثناء قصف عنيف تعرّضت له المدرسة في مساء 19 آب 1976.
وانطلاقًا منبيروت انتشر الحضور السالزياني إلى الريف، في قرية الحصون، ببلاد جبيل الوسطى، عام 1957، إثر تقديم الخوري يوسف الدكاش قطعة أرض لبناء مدرسة فتحت أبوابها لأبناء المنطقة في 1958. وخصص جناح في البناية عينها كمقر إقليمي للمبتدئين والإكليريكيين السالزيان على مدى عشر سنوات تقريبًا. وعندما تدهورت الأوضاع عامة أقفلت المدرسة أيضًا، مما سهّل قدوم عدد غفير من مهجّري الشمال سنة 1978، خلفتهم القوات اللبنانية في 1981 ومهجّروا الجبل منذ 1983.